# Mistrzostwa Świata w Biegach Przełajowych 2009

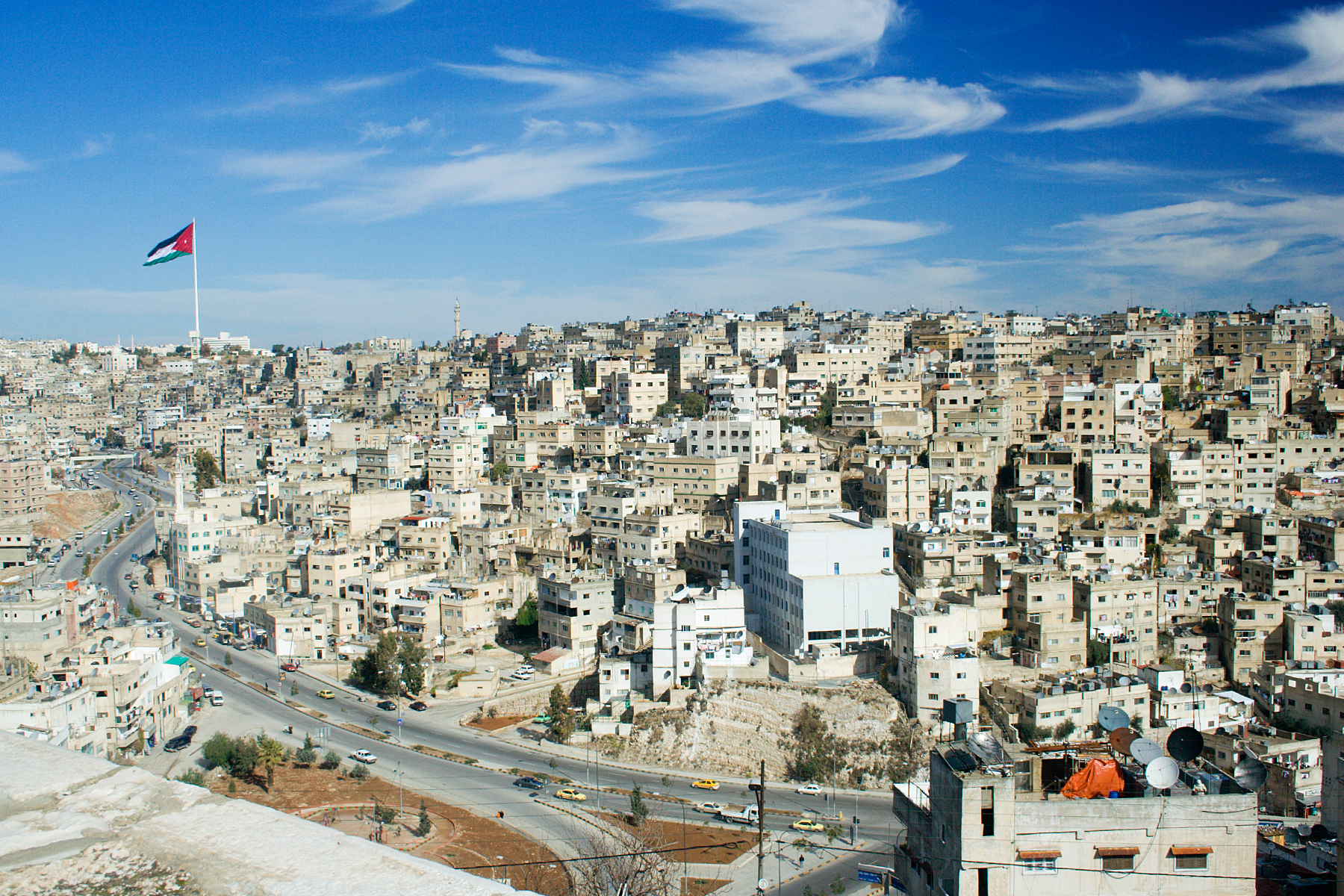
Amman

37. Mistrzostwa Świata w Biegach Przełajowych – zawody lekkoatletyczne, które odbyły się w sobotę 28 marca 2009 roku stolicy Jordanii Ammanie. Organizatora zawodów IAAF wybrał na posiedzeniu w Monako jesienią 2007 roku.

## Rezultaty

### Seniorzy

#### Indywidualnie
| Medale | Zawodnik                    | Czas   |
| ------ | --------------------------- | ------ |
| Złoto  | Gebre-egziabher Gebremariam | 35′02″ |
| Srebro | Moses Ndiema Kipsiro        | 35′04″ |
| Brąz   | Zersenay Tadese             | 35′04″ |

#### Drużynowo
| Medale | Zawodnicy                                                                                          | Punkty |
| ------ | -------------------------------------------------------------------------------------------------- | ------ |
| Złoto  | Kenia Leonard Komon (4) Mathew Kipkoech Kisorio (6) Mark Kosgey Kiptoo (7) Moses Mosop (11)        | 28 pkt |
| Srebro | Etiopia Gebre-egziabher Gebremariam (1) Habtamu Fikadu (5) Hunegnaw Mesfin (10) Feyisa Lilesa (12) | 28 pkt |
| Brąz   | Erytrea Zersenay Tadese (3) Teklemariam Medhin (9) Samuel Tsegay (16) Samson Kiflemariam (22)      | 50 pkt |

### Juniorzy

#### Indywidualnie
| Medale | Zawodnik               | Czas   |
| ------ | ---------------------- | ------ |
| Złoto  | Ayele Abshero          | 23′26″ |
| Srebro | Titus Kipjumba Mbishei | 23′30″ |
| Brąz   | Moses Kibet            | 23′35″ |

#### Drużynowo
| Medale | Zawodnicy | Punkty |
| ------ | --------- | ------ |
| Złoto  | Kenia     | 20 pkt |
| Srebro | Etiopia   | 22 pkt |
| Brąz   | Erytrea   | 72 pkt |

### Kobiety

#### Indywidualnie
| Medale | Zawodniczka             | Czas   |
| ------ | ----------------------- | ------ |
| Złoto  | Florence Jebet Kiplagat | 26′13″ |
| Srebro | Linet Chepkwemoi Masai  | 26′16″ |
| Brąz   | Meselech Melkamu        | 26′19″ |

#### Drużynowo
| Medale | Zawodniczki                                                                             | Punkty |
| ------ | --------------------------------------------------------------------------------------- | ------ |
| Złoto  | Kenia Florence Kiplagat (1) Linet Masai (2) Lineth Chepkurui (4) Ann Karindi Mwangi (7) | 14 pkt |
| Srebro | Etiopia Meselech Melkamu (3) Wude Ayalew (5) Gelete Burka (8) Deska Mamitu (12)         | 28 pkt |
| Brąz   | Portugalia Ana Dulce Félix (15) Sara Moreira (16) Ana Dias (19) Analía Rosa (22)        | 72 pkt |

### Juniorki

#### Indywidualnie
| Medale | Zawodnik           | Czas   |
| ------ | ------------------ | ------ |
| Złoto  | Genzebe Dibaba     | 20′14″ |
| Srebro | Mercy Cherono      | 20′17″ |
| Brąz   | Jackline Chepngeno | 20′27″ |

#### Drużynowo
| Medale | Zawodniczki | Punkty |
| ------ | ----------- | ------ |
| Złoto  | Etiopia     | 18     |
| Srebro | Kenia       | 18     |
| Brąz   | Japonia     | 76     |

## Tabela medalowa
| Miejsce | Kraj      | Złoto | Srebro | Brąz | Razem |
| 1.      | Etiopia   | 6     | 4      | 1    | 11    |
| 2.      | Kenia     | 2     | 4      | 2    | 8     |
| 3.      | Uganda    | 0     | 0      | 1    | 1     |
| 3.      | Katar     | 0     | 0      | 1    | 1     |
| 3.      | Australia | 0     | 0      | 1    | 1     |
| 3.      | Uganda    | 0     | 0      | 1    | 1     |
| 3.      | Japonia   | 0     | 0      | 1    | 1     |

## Występy reprezentantów Polski
- Katarzyna Broniatowska zajęła 91. miejsce w biegu juniorek
- Mariola Konowalska zajęła 83. miejsce w biegu seniorek